# 近隣窮乏化政策
近隣窮乏化政策（きんりんきゅうぼうかせいさく、英語: Beggar thy neighbour）とは経済政策のうち、貿易相手国に失業などの負担を押しつけることによって自国の経済回復と安定を図ろうとするものをいう。

## 経緯
政府が為替相場に介入し、通貨安に誘導することによって国内産業の国際競争力は増し、輸出が増大する。さらに国内経済においても国産品が競争力を持ち、国内産業が育成される。やがて乗数効果により国民所得は増加し、失業は減少する。
その一方で貿易の相手国からすると、通貨高による国際競争力の低下、輸入の増大と輸出の減少、雇用の減少を引き起こすことになる。多くの場合、相手国は対抗措置として為替介入を行い、自国通貨を安値に誘導しようとし、さらにそれに対して相手国が対抗措置をとる。こういった政策を「失業の輸出」といい、さらに関税引き上げ、輸入制限強化などの保護貿易政策が伴うと、国際貿易高は漸次減少していき、やがて世界的な経済地盤沈下を惹起する。
世界大恐慌の後、1930年代に入ると主要国は通貨切り下げ競争、ブロック経済化をすすめ、やがて国際経済の沈滞とそれに続く植民地獲得競争が第二次世界大戦の遠因となったという反省から、戦後は国際通貨基金（IMF）、関税および貿易に関する一般協定（GATT）（2013年現在は世界貿易機関（WTO）に継承）等の設立により為替相場安定と制限の撤廃が図られた（→ブレトン・ウッズ体制）。

## 1930年代の恐慌に関して
1930年代の恐慌に関しては、通貨切り下げ競争が景気の後退要因となり、恐慌の世界的拡大をもたらしたとの説はバリー・アイケングリーンとジェフリー・サックスによって否定的な意見が出された。このアイケングリーンとサックスの研究において、為替切り下げの原因として2つのものが挙げられており、このうち、貿易を有利にする目的で単に自国通貨の為替レートを切り下げることは悪い結果につながり、いわば「悪い切り下げ」である。しかし、経済学者の若田部昌澄は「大きな金融緩和をした結果として為替が切り下がること」は良い切り下げであると主張している。

## 2010年以降の通貨安競争に関して
若田部昌澄は「大きな金融緩和をした結果として為替が切り下がること」は良い切り下げであると主張しているが、アイケングリーン(2013)は「1930年代半ばまで金本位性が取られていた当時の世界経済と、2013年現在の世界経済は状況が異なるため、この議論を2013年現在の経済にそのまま適用することはできない」としている。2010年にはジョセフ・E・スティグリッツが、欧州やアメリカの欧州中央銀行（ECB）、連邦準備理事会（FRB）の金融緩和政策が世界経済に過剰流動性をもたらし、為替レートを不安定な状態に陥れているとしており、周辺国のブラジルや日本などの国々が打ち出した自国通貨高抑制の動きについて一定の理解を示す発言をしたものの、追加の金融刺激策は世界の需要不足によって生じた問題を解決できないのは明らかと指摘している。

## 問題点
経済学者の野口旭は「近隣窮乏化政策の問題点は、他国の報復を誘発する可能性が高く、結局は自国の状況も悪化させるケースが多い。世界恐慌時、近隣窮乏化政策を多くの国が先を争って実行したため、貿易の縮小を通じ恐慌がさらに悪化した」と指摘している。